# Rio Biruința
O Rio Biruinţa é um rio da Romênia afluente do Mar Negro, localizado no distrito de Constanţa.